# 2942 Cordie
Cordie (asteróide 2942) é um asteróide da cintura principal, a 1,8949269 UA. Possui uma excentricidade de 0,1536382 e um período orbital de 1 223,63 dias (3,35 anos).
Cordie tem uma velocidade orbital média de 19,90556611 km/s e uma inclinação de 6,82019º.
Este asteróide foi descoberto em 29 de Janeiro de 1932 por Karl Reinmuth.